# 中共中央血吸虫病防治领导小组
中共中央血吸虫病防治领导小组，是已撤销的中共中央议事协调机构，负责领导全国血吸虫病防治工作。

## 沿革
1905年，美籍医师罗根（CO.T. Logan）在常德县发现了中国首例日本血吸虫病患者。1948年，美籍华人徐藩前往浙江嘉兴步云乡考察血吸虫病的流行情况后，在《大公报》上发文：“嘉兴步云镇，位于县之东北隅，人口九千一百。据调查所得，该地居民约百分之六十患有血吸虫病……予曾至该镇之墙头村，此村在二十年前，有十余家约百人，现仅剩一家四口，而此四口中，又见一人已有腹水。其人口衰落原因，均系直接或间接因‘日本血吸虫病’死亡。其房屋亦因住户死后无人居住，已为江北的船户拆毁，惟余地基上的旧石础，及破毁棺木数具……”1949年华东解放后，中国人民解放军第九兵团承担登陆解放台湾任务，各部队于太仓、南翔、嘉定、嘉兴、松江、海盐等地战备训练，开展水上练兵。自1949年7月份起，每日下水游泳并在日常生活中广泛接触河水。1949年9月起，大批指战员感染急性血吸虫病，患病人数高达38273人。1949年12月20日，华东军区卫生部在上海成立了血吸虫病防治委员会，各部队亦相继成立了防治血吸虫病委员会，动员宁、沪、杭等各地医学院校、医院，派出各类卫生技术人员2100多人，组成防治血吸虫病医疗队，分赴各部队开展查治，并将血吸虫病疫情上报中央人民政府卫生部。英国留学归来的科研人员——苏德隆写信给第三野战军第九兵团司令员宋时轮，提出了自己对防治血吸虫病的建议。1949年12月21日，根据陈毅的指示，华东军政委员会成立“上海市郊区血吸虫病防治委员会”。
1950年4月20日，中央卫生部发出《关于血吸虫病防治工作指示》。1950年8月7日至19日，中央人民政府卫生部和中国人民革命军事委员会卫生部在北京联合召开第一届全国卫生会议。1950年，全国范围普查血吸虫病，结果显示当时患有血吸虫病的总人数达1100万之多，受疾病威胁的人口达1亿多，疫区遍及江苏、浙江、安徽、江西、湖南、湖北、广东、广西、福建、四川、云南和上海等12个省、自治区、直辖市，其中尤以江苏、安徽、浙江、湖北、湖南、江西6省最为严重。1950年春夏，江苏高邮县暴发急性血吸虫病感染，死亡人数达到1300多人。这次疫情震惊全国。当时全国的10个血吸虫病最严重流行的县，江苏省就占5个，分别是昆山、常熟、吴县、东台和无锡县。素有“人间天堂”“鱼米之乡”之称的苏州一地，血吸虫病患者竟高达一百零三万人。昆山县血吸虫病感染者占当地人口总数的65%以上，出现了一百多个“无人村”。中央指出各级党委对于卫生、防疫和一般医疗工作的缺乏注意是党的工作中的一项重大缺点，必须把卫生防疫和一般医疗工作看作一项重大的政治任务，必须在几年内基本控制严重危害人民的传染病蔓延并逐步消灭。从1950年起，中央卫生部制定了包括血吸虫病在内的19种传染病的防治方案，指导地方开展血吸虫病防治试点工作。1950年7月，萧荣炜博士受华东军政委员会卫生部的委派，带领包括沈钧儒的孙女沈瑜、李才华、吴启群、张杏珠在内的7名年轻医务工作者奔赴血吸虫病流行最严重的县区之一——无锡县梅园，建立了全国最早的血吸虫病防疫机构——“华东军政委卫生部无锡血吸虫病防治所”（现江苏省血吸虫病防治研究所），租用的6间民房，依靠3架显微镜、2只孵化箱、1台手摇离心机等有限的医疗设备，开展血吸虫病防治工作。1951年，32岁的圣约翰大学医学博士叶嘉馥离开上海，赴无锡任无锡血吸虫病防治所副所长。全所60%的职工连续四年蹲点血防试点，以疫区为家，与农民为友，与当地人民一起查治病、查灭螺、改水改厕、综合治理。创办“苏南地方病防治训练班”，2年内办了6期，全省及全国培养了505名血防专业业务骨干和专业干部。1951年11月，沈瑜到北京探亲，向祖父沈钧儒叙述了血吸虫病对人民所造成的实际危害，并将她亲身参与开展的苏南第一个血吸虫病防治试点——无锡郊区大渲村的情况讲给沈钧儒。进行血吸虫病免疫诊断技术研究，较早研制了新鲜成虫皮试抗原，成为流行区被广泛应用的简易诊断方法。国内首创的F30066治疗急性血吸虫病例临床观察实验以及抗血吸虫病新药吡喹酮的研究、抗体血吸虫病新药-273研究、抗血吸虫病药物呋喃丙胺的研究等工作。20世纪70年代后，叶嘉馥主持了血清流行病学研究项目，为基本消灭血吸虫病的疗效考核提供了科学依据。在晚血治疗中，创用脾血回输技术，解决了血源问题。
血吸虫病重灾区之一的上海市郊青浦县金泽镇任屯村是典型的“肚胞村”，解放前20年间，有500多人因血吸虫病死亡，其中全家去世的有97户，仅剩一人的有28户，活下来的461人中97%感染血吸虫病。1950年冬，该村农民联名给毛泽东写信，要求尽快治好血吸虫病。信发出不久，毛泽东派出的医疗队就到了任屯村，不分昼夜查病治病。后来，任屯村农民代表还被请进京，参加国庆观礼。
1953年9月16日，年届78岁的全国政协副主席、民盟中央第一副主席、最高人民法院院长沈钧儒将他在太湖疗养时，于1953年6月29日到无锡血吸虫病防治所参观视察，获悉的长江中下游各省血吸虫病流行极为严重，无锡郊区大渲村等疫区人烟稀少，田园荒芜，甚至出现无人村的情况，以及无锡血吸虫病防治所沈瑜（沈钧儒的孙女）写的南方血吸虫病汇报材料附函寄呈毛泽东。沈钧儒在信中写：
毛主席：
春夏间在无锡太湖滨养病，见农村中血吸虫病传染甚广，危害人民生长、生育、生产、生活以至生命。此病传染主要由于粪便及水中钉螺。据不完全统计，苏南一带患此病者近二百万人，有全家因此死亡者。太湖面积三万六千顷，其中渔民一万三千二百六十余人，半渔半农者二万一千二百余人。渔民终年在水中劳动尤易沾染虫病。闻此病不仅传染太湖区域，全国十二省，二百十三县市均有此病。我生长浙西，辛亥革命，任浙江省教育厅长曾赴各地视察，目观农民罹此病致死，不知防治。此次重游太湖，当地已设血吸虫病防治所，不知其他各地政府均注意及之否。但就太湖区所见，农村环境卫生，仍未臻美善。居民在湖中洗浴游泳，习以为常，因此病毒传播仍甚广。为此特嘱孙女沈瑜写报告以了解实际情况。兹将孙女来信及报告一并附呈，藉供参考。个人意见应请卫生机关加以重视，加强并改进血吸虫病防治工作。
是否有当，请予核示。
顺致
敬礼。
    沈钧儒

“农村中血吸虫病传染甚广，危害人民生长、发育、生产、生活以至生命。……苏南一带患病者近二百万人，有全家因此死亡者……全国十二省，二百十三县市均有此病……其危害可见一斑。”9月27日，毛泽东批示：“请习仲勋同志负责处理”并复信沈钧儒：
沈院长：
九月十六日给我的信及附件，已收到阅悉。血吸虫病危害甚大，必须着重防治。大函及附件已交习仲勋同志负责处理。
顺致 
毛泽东

九月二十七日
并将汇报材料转交中央人民政府政务院秘书长习仲勋处理。
1955年夏收时节，毛泽东外出视察工作。在杭州，毛泽东对身边的工作人员说，开会期间不要搞其他活动，要帮助他去了解杭州郊区农民的生活情况。工作人员到杭州郊区的余杭调查访问，看到群众于害了“大肚子病”（即血吸虫病）遭到的困苦。毛泽东听了汇报后寝食难安，卫士李家骥回忆夜里值班：“毛主席说，我睡不着。你们这次去看，那么多孩子，那么多年轻人，那么多上了岁数的老人，都得了血吸虫病，我们工作没有做好啊。我看他老人家心情不好，就说，主席，我给你擦擦澡，你早点休息吧。毛主席说，小李啊，我睡不着，我们要想办法，及早治这个病，根除这个病还要想办法。”毛泽东对此展开了进一步的调查研究，先后同上海市委和华东地区几个省的省委书记座谈，了解情况，商讨对策。1955年11月17日，毛泽东在杭州召集华东、中南地区省、市委书记研究农业问题的中央工作会议上，专门请中华人民共和国卫生部副部长徐运北汇报防治血吸虫病情况。徐运北后来回忆：“当我汇报现在病人多，治病还没有理想的药物时，毛主席说，要充分发挥科学家的作用，要研究更有效的防治药物和办法。当汇报到管理粪便、管理水源、消灭钉螺等任务艰巨时，毛主席说，要发动群众，不依靠群众是不行的，要使科学技术和群众运动相结合。省市委书记们插话谈到各地发病情况和群众的要求，都赞成要把血防工作和发展生产结合起来……”毛泽东又指示徐运北要立即到疫区实地调研。徐运北后来回忆：“在疫区，我耳闻目睹，进一步认识到血吸虫病的危害，更加体会到毛主席关于消灭血吸虫病的指示是完全正确的，毛主席从方针政策到工作方法都作了明确具体的指示，使我受到的教育终生不忘！”在杭州召开的中央工作会议上，毛泽东提出：“对血吸虫病要全面看，全面估计，它是危害人民健康最大的疾病，应该估计到它的严重性。共产党人的任务就是要消灭危害人民健康最大的疾病，防治血吸虫病要当作政治任务，各级党委要挂帅，要组织有关部门协作，人人动手，大搞群众运动。一定要消灭血吸虫病！”毛泽东指出：血吸虫病流行范围广，一千万人受害，一亿人民受威胁，要认识其严重性。毛泽东为此发出“一定要消灭血吸虫病”的号召，指示卫生部“要把消灭血吸虫病作为当前的政治任务”。
根据毛泽东的提议，中共中央于1955年11月成立了由中共中央华东局主要领导，江苏省、浙江省、福建省、江西省、安徽省、广东省等省（直辖市）的省委（市委）书记，卫生部、农业部人员参加组成的中共中央防治血吸虫病九人小组，统一领导南方12个血吸虫病流行省、自治区、直辖市的工作，柯庆施为组长，魏文伯、徐运北为副组长。
1955年11月23日到25日，中共中央防治血吸虫病领导小组在上海召开第一次全国防治血吸虫病工作会议。参加会议的有7个省市的省、市、地、县的党政领导和防治科技人员及专家共100余人。会上传达了根据毛泽东的提议，党中央关于成立血吸虫病防治领导小组的决定。会议确定了“加强领导，全面规划，依靠互助合作，组织中西医力量，积极防治，七年消灭”的血吸虫病防治工作方针，提出了“一年准备，四年战斗，两年扫尾”的大体规划。这次会议解决了血吸虫病防治的组织和领导问题。根据中共中央的指示，在中央成立九人小组，省委、地委、县委成立五人或七人小组，区委、乡支部成立三人小组。中央的九人小组和省委的五人或七人小组每4个月开一次会，地委的五人或七人小组每2个月开一次会，县委的五人或七人小组每1个月开一次会。必要时召集临时会议。各省、地、县委应当拟定总的防治规划提请党代会议或党代表大会讨论，并经人民代表大会讨论通过。建立定期的汇报制度，各省、市每半月向中央九人小组写一次简报。1956年1月，中共中央批转中央防治血吸虫病九人小组《关于第一次全国防治血吸虫病工作会议的报告》。
1955年12月，中共中央防治血吸虫病研究委员会成立，并于同月26日至29日在上海举行第一次会议，总结了几年来有关血吸虫病科学研究工作的成果，研究了准备防治的各种措施，明确了综合性措施是今后防治血吸虫病工作的方向。
1955年12月21日，毛泽东在《征询对农业十七条的意见》中提出：“在七年内，基本上消灭若干种危害人民和牲畜最严重的疾病，例如血吸虫病、血丝虫病、鼠疫、脑炎、牛瘟、猪瘟等。”1955年12月27日，毛泽东在《中国农村的社会主义高潮》序言中说：“许多危害人民最严重的疾病，例如血吸虫病等等，过去人们认为没有办法对付的，现在也有办法对付了。”
毛泽东一直关注着这项工作的进展情况，一面号召、部署和检查这项工作的贯彻执行情况，一面向有关专家学者调查研究彻底消灭血吸虫病的意见与科学方法。
1956年1月，毛泽东主持制定了《全国农业发展纲要（草案）》，提出了消灭血吸虫病、血丝虫病、钩虫病等危害人民最严重的疾病，防治麻疹、赤痢、伤寒等疾病的任务。1956年1月，中国人民政治协商会议第二届全国委员会第二次全体会议上，卫生部部长李德全发言说：“血吸虫病流行在我国的长江中下游和长江以南地区。在江、浙、两湖、皖、赣等省有1000多万农民受其害，同时有l亿人口受着血吸虫病的威胁。这个病不消灭，那就与我们社会主义的国家很不相称了。”1956年2月27日，毛泽东在最高国务会议上号召：“全党动员，全民动员，消灭血吸虫病。”3月3日，毛泽东接到中国科学院水生动物专家秉志2月28日写给他的信：鉴于土埋灭螺容易复生，建议在消灭血吸虫病工作中，对捕获的钉螺采用火焚的办法，永绝后患。毛泽东看了非常高兴，当即指示卫生部照办。从此，毛泽东到各地视察时，都要把这项工作当做必须了解和检查的内容。毛泽东对即将召开的第二次全国防治血吸虫病工作会议先后于3月3日、5日和7日作出三次批示，查询会议准备情况及会议主要任务等。1956年3月20日到28日，在上海市举行了第二次全国防治血吸虫病工作会议。4月18日，徐运北在关于第二次全国防治血吸虫病工作会议给中央的报告中称：“血吸虫病在我国流传面广，危害极深，不仅损害了广大人民的生命财产，而且严重地影响着国家建设的发展和整个民族的前途。要在全国消灭血吸虫病，必须做到加强党的领导、充分发动群众、加强对科学研究的组织和领导、追加防治血吸虫病的经费等几个基本问题。”4月20日，毛泽东将该报告批转给中共中央秘书长、国务院副总理邓小平，并为该报告加了标题《关于消灭血吸虫病问题的报告》。
一场大规模群防群治血吸虫病的运动在疫区开展起来，采取措施：
1. 宣传教育动员群众。开群众会，绘制图片、播放幻灯片，设计漫画、标语，举办画展，排演戏剧，出版夜光报，成立腰鼓队、秧歌队，重视黑板报、大字报等，将抽象的防治知识用通俗易懂的形式传授给群众；组织群众通过显微镜观察血吸虫尾蚴，给群众以思想上的震撼；以文艺表演、听“洋戏”（留声机）、看“土电影”（幻灯片）等形式，吸引群众了解防治知识。针对群众认为“大肚子不治，肚子未大的又要治”等抱怨，工作人员就重点讲解腹水患者的治疗过程。群众在宣教后，能够采用初步简易的预防方法如田里多用石灰灭螺、粪内用石灰灭卵，迁移距水源较近的厕所、粪桶等。病房宣教方面，工作人员经常进行血吸虫病预防教育，在病员中选出学习组长和代表，协助开展宣教工作。
2. 传授防治技术。科学施治、尊重规律。钉螺是血吸虫的唯一宿主，因此消灭钉螺就是消灭血吸虫，初期开展了人工捕捉钉螺、火烧灭螺、茶枯灭螺等多项灭螺试验，但效果均不理想。后结合秋季铲草积肥进行修沟灭螺实验，即“三光”铲草堆肥灭螺试验，发现此方法对降低钉螺密度有一定效果，且该方法可结合积肥，顺应群众意愿，有推广价值与可能性。此后，根据“堆肥闷死钉螺”的事实，利用冬季整修水利，进行“开新沟，填旧沟，土埋钉螺”实验（简称“开新填旧”法）及推广实验，发现此方法不仅经济实用、灭螺效果好，而且结合水利容易推广。先清理沟岸塘畔的荆棘，铲下表层有螺的草泥，厚度为15厘米至20厘米，再将这些草泥翻过来推入沟底，从无螺区挖来旱土搀上石灰，填入旧沟打实，新土至少要填一米厚，然后再在上面撒一层石灰。旧沟填满后要做上标记，三年之内土地不能翻动，更不能耕种；开新渠时，要与旧沟保持一定的距离；新旧沟偶有交叉，要对旧沟进行彻底灭螺处理。同时配套相应的粪便（厕所、粪窖）管理、水源管理（疫区村村有水井。流水沟渠的要分段使用，吃水、洗菜、洗衣、洗澡要自上而下划分。池塘按照吃水塘、洗澡塘、洗衣塘、洗马桶塘、耕畜洗澡吃水等分开使用，有钉螺的水塘要禁止使用或填死）。及时救治病患（锑剂治疗（酒石酸锑钾），口服吡喹酮，挽救晚期病人生命）。抽调基层干部及群众积极分子集中训练，更好指导群众的灭螺工作；通过召开群众大会等形式，向群众讲授防治技术；派专业干部和技术人员深入现场进行技术指导。
3. 建立由保健员队伍、粪管队伍和查螺员队伍组成的群众性的防治队伍。

经过长期的动员、教育、培训，疫区群众思想得到转变，掌握了一定的防治技术，为控制血吸虫病奠定了基础。
1956年，毛泽东接见了广东省从事血防工作的陈心陶教授，听取了他对防治血吸虫病的意见。
1956年12月24日至27日，中共中央防治血吸虫病九人小组在上海召开第三次全国血吸虫病防治工作会议，通过了《关于第三次全国防治血吸虫病会议的报告》。报告认为“应当吸收农业、卫生、水利部门的党员同志参加各级防治领导小组，在省（市）区成立的党委防治领导小组，组长应由党委书记一人担任，以便各有关部门协同作战而又统一于党委领导。”根据毛泽东的指示，1957年2月6日，中共中央批转了《关于第三次防治血吸虫病工作会议的报告》以及《1957年防治血吸虫病工作要点》，批示称：“加强党对防治血吸虫病工作的领导，是完成防治任务的基本保证。”4月20日，国务院发布《关于消灭血吸虫病的指示》。周恩来在1957年4月20日发布了国务院《关于消灭血吸虫病的指示》。4月23日，中共中央发出《关于保证执行国务院关于消灭血吸虫病指示的通知》。
1957年7月7日，毛泽东在同上海各界人士的座谈会上，又特意向有关专家询问了防治血吸虫病的情况。
1957年9月，卫生部在上海设立了卫生部血吸虫病防治局，与中共中央防治血吸虫病九人小组办公室合署办公。有关部门连续派医务人员赴疫区调查，为血吸虫病患者免费治疗。
1958年2月，第四次全国防治血吸虫病工作会议召开，研究了在大跃进的新形势下，如何加速消灭血吸虫病，提出“ 鼓足干劲，全面跃进，苦战三年，加速消灭血吸虫病”的口号，批判了血防工作中的右倾保守思想。由此各地纷纷将消灭血吸虫病的时限提前。1958年6月21日，毛泽东去杭州途经上海时，专门听取了有关方面关于血吸虫病防治工作情况的汇报，指出：“这种病对人民群众的危害很大，一定要从根本上消灭它。如果有1000万人患了病，就有9000万人受到威胁，如同我们现在10人一桌吃饭，其中1人得病，其余9人也会受到威胁一样！”1958年，毛泽东在安徽视察工作时，专门到安徽省博物馆察看防治血吸虫病的规划图，查询进展情况，促其实现。
1958年6月27日到7月3日，全国血吸虫病治疗工作会议在苏州举行，会议重点介绍了全国血吸虫病流行最严重的地区之一余江县消灭血吸虫病的经验。1958年5月12日至22日，江西省委防治血吸虫领导小组（“江西省血防五人小组”）办公室，根据省委领导指示，从全省抽调37名医学专家和血防技术人员到余江县进行全面复查鉴定，证实余江县已经达到消灭血吸虫病的标准（《基本消灭血吸虫病和根除血吸虫病暂行标准》1958年）。5月25日至27日，省委书记方志纯亲自主持了在邓埠镇举行的“江西省余江县根除血吸虫病庆功大会”，总结了余江县的10条经验，形成省委文件在全省推广。1958年5月27日“江西省血吸虫病研究委员会”作为鉴定机关，全国血吸虫病研究委员会孙振中、江西省卫生厅副庭长邱倬、江西省血吸虫病研究委员会程崇圮（江西医学院教务长）、江西省血吸虫病防治辅导组夏鲤庭作为鉴定者，“中共江西省委防治血吸虫病五人小组”作为颁发机关，下发《根除血吸虫病的鉴定书》：“党中央和毛主席提出限期消灭血吸虫病的伟大号召，余江县党政领导在积极防治、采取综合措施的方针指导下，发动了群众，进行了反复斗争，通过全面复查，证明该县已根除了血吸虫病，特予鉴定。”1958年5月30日《人民日报》报道“余江县根本消灭血吸虫病”。1958年6月5日，中华人民共和国卫生部给“中共余江县委防治血吸虫病五人小组”发去贺电，全文如下：
接五月二十五日来电，收悉你县消灭了血吸虫病，使全县人民永远摆脱了血吸虫病的危害，特向你县全体人民热烈祝贺。你县在与血吸虫病作斗争中取得了巨大成就，为各血吸虫流行地区树立了榜样，希望你们总结发扬防治血吸虫病的经验，进一步发动群众做好除“四害”讲卫生，并在消灭其他危害人民的疾病上，取得更大的胜利。 
中华人民共和国卫生部

一九五八年六月五日于北京
1958年6月30日，《人民日报》第七版底栏发表《江西日报》记者陈秉彦、《人民日报》记者刘光辉联名撰写长篇报道《第一面红旗——记江西余江县根本消灭血吸虫病的经过》及社论《反复斗争，消灭血吸虫病》。正在杭州视察的毛泽东于当晚读了该报道后，作《送瘟神》诗二首：“绿水青山枉自多，华佗无奈小虫何！千村薜荔人遗矢，万户萧疏鬼唱歌。坐地日行八万里，巡天遥看一千河。牛郎欲问瘟神事，一样悲欢逐逝波”；“春风杨柳万千条，六亿神州尽舜尧。红雨随心翻作浪，青山着意化为桥。天连五岭银锄落，地动三河铁臂摇。借问瘟君欲何往，纸船明烛照天烧。”在《送瘟神》诗的后记中，毛泽东写道：“六月三十日《人民日报》发表文章说：余江县基本消灭了血吸虫，12省、市灭疫大有希望。我写了两首宣传诗，略等于现在的招贴画，聊为一臂之助。就血吸虫所毁灭我们的生命而言，远强于过去打过我们的一个或者几个帝国主义。八国联军、抗日战争，就毁人一点来说，都不及血吸虫。除开历史上死掉的人以外，现在尚有一千万人患疫，一万万人受到疫情的威胁。是可忍，孰不可忍？然而今之华佗们在早几年大多数信心不足，近一二年干劲渐高，因而有了希望。主要是党抓起来了，群众大规模发动起来了。党组织、科学家、人们群众，三者结合起来，瘟神就只好走路了。”随后，毛泽东给胡乔木写了一封信：

乔木同志：
睡不着觉，写了两首宣传诗，为灭血吸虫而作，请你和《人民日报》文艺组同志商量一下，看可用否？如有修改，请告诉我。如可以用，请在明天或后天《人民日报》上发表，灭血吸虫是一场恶战。诗中，坐地，巡天，红雨，三河之类，可能有些人看不懂，可以不要理他。过一会，或须作点解释。 

毛泽东 七月一日
1958年10月2日，毛泽东致信袁水拍：“诗二首定稿，请照此发表。可以照我写的字照相刊出，以为如何？字不好，与诗相称，似乎适宜。”《七律二首·送瘟神》最早发表于《人民日报》1958年10月3日头版头条和《诗刊》1958年10月号。余江县消灭血吸虫病的事迹，为全国血吸虫病流行区树立信心，掀起了“送瘟神”高潮。余江县的血防工作轰动全国后，余江血防五人小组居安思危，发出《关于巩固我县根除血吸虫病成果的指示》，指出“稍一麻痹，瘟神又会钻空子”。余江县委提出了“长期观察，定期复查，反复斗争，巩固胜利”的十六字方针，并在此后的历届县委县政府工作中坚持贯彻。1959年2月13日制定《关于余江县血吸虫病防治工作两年规划》、1960年1月制定《关于1960年在血吸虫病流行疫区开展除害灭病讲卫生以进一步巩固血防工作的计划》、11月制定《余江县血防巩固公约》、1961年制定《关于血防工作若干问题制度的规定（草案）》等，将血防工作常态化，血防工作成为历届县领导班子工作的重中之重。至1980年的22年间，仅《人民日报》和《光明日报》两大央媒对余江县的血防报道接近20次，省级《江西日报》更多。1959年以后多年间，余江县为部队输送合格兵员7498名，无一退兵，中华人民共和国国防部授予“征兵工作先进单位”。兰田畈的刘金元，患血吸虫病后肚大如鼓，家人已为他准备了薄棺匣，但他却被救活了，还当上了大队支部书记，1977年当选为中共十一大代表。余江县蓝田乡的张国栋，1938年生，血吸虫病治好后1958年当上了空军飞行员，1987年任空军某师政委。1978年全国科学大会上余江县被授予了“消灭血吸虫病”成果奖。2006年5月，国务院在余江召开“全国血吸虫病防治工作会议”，时任国务院副总理吴仪出席时称赞“余江县为巩固血防成果树立了典范，‘战天斗地，敢为人先，不达目的决不罢休’的余江血防精神是我们做好血防工作的一个宝贵财富”。2018年12月14日至15日，全国地方病防治专项三年攻坚行动现场会在余江召开。自1958年至2018年的六十年间，余江县血防专业机构队伍不散，监测工作不停，为做到“早发现、早报告、早消灭”，建立了群众性查螺报螺激励机制；坚持以“四结合”原则（血防工作与水利建设、农业生产、环境改造、爱国卫生相结合），开展有螺环境的综合整治；血防健教形式多样，全民血防意识不衰。1958年后，先后发现血吸虫病人1 610例（次），其中新病人712人；但自1973年以后未再查出新病人。在1959年和1964年分别查出1头和7头病牛，但其后未再发现病畜。1958-1965年曾发现32个残存螺点，面积总计13 482m2；1971-1983年曾发现3个残存螺点，面积为1 236 m2；此后未再发现过新螺点。2005年后，余江县政府每年以“一号”文件的形式部署血防工作，并将每年的4月30日定为领导干部“查螺日”，要求县四套班子领导同干部群众一起参加查螺工作，引导广大干部群众积极参与血吸虫病防治工作。2016年余江县成为江西省第一个达到血吸虫病消除标准的县（市、区）。
疫情最严重的江苏省在1958年中将时限不断提前，最终不切实际地提出当年消灭血吸虫病、向国庆献礼的口号，导致了严重的命令风、浮夸风。1958年江苏省宣布基本消灭血吸虫病，1958年10月，中共江苏省委将血吸虫病防治工作纳入爱国卫生运动范畴，将省委防治血吸虫病领导小组改为除五害领导小组。1960年6月又改为除五害爱国卫生运动领导小组。江苏省各地、市、县委也把防治血吸虫病领导小组相应改为除五害爱国卫生运动领导小组。江苏昆山县因系血吸虫病重疫区，1960年前全部免除兵役，1961年至1967年每年也仅出兵百人左右；通过大搞“群众血防运动”，1972年出兵人数增至1020人，体检合格率从1969年的21.6%上升至79.8%。
到1958年底，全国已治疗血吸虫病患者430余万人，治疗丝虫病患者250余万人，治疗钩虫病患者3600余万人，许多地区已经杜绝了这些疾病的危害。
1959年，中共中央防治血吸虫病九人小组被赋予除害灭病的更大职责。在中共八届八中全会反右倾、鼓干劲的精神指导下，卫生领域提出了鼓足于劲、提高信心、反对右倾保守思想，实现除害灭病工作继续跃进的要求。在血吸虫病流行区，继续要求主要结合耕种及兴修水利开展灭螺工作。
1960年美国记者埃德加·斯诺在中国沪宁线采访，专程到无锡血防所实地考察采访，并向周恩来总理报告了此行的收获。
1961年，编剧王炼受著名导演郑君里之邀，将余江县血防、救治晚期血吸虫病女患者的舞台话剧《枯木逢春》改编为电影剧本、拍摄后公映。该剧是1958年底由时为中共中央防止血吸虫病领导小组副组长、上海市委书记处书记魏文伯委托上海人民艺术剧院年轻编剧王炼创作。1949年王炼随军南下，在苏州感染急性血吸虫病，住进了上海江湾的部队医院治疗康复。王炼走走访了四个省的疫区，亲眼看见曾是血吸虫病严重流行的洞庭湖、黄益湖和鄱阳湖等湖区组织起十几万劳动大军把数十万亩湖洲变成了良田，在许多曾被称为“无人村”、“寡妇村”或“独子村”，大规模地建造起托儿所、公共食堂、社办工厂、水利提灌站。在江苏昆山千灯乡访问了一位晚期女病人，陪同的医院院长后来告诉王炼该病人的前夫因其不能劳动、生育和其离婚后，已经再婚，且每天早晚前夫和其后娶的妻子下田都要从女病人门前走过。这使王炼领悟到这才是自己要写的深受血吸虫病折磨的家庭重获新生的人的故事，透过个人命运变化揭示社会变迁的本质。剧本进入舞台排练后，魏文伯虽然患病住院，还是在病房召开了几次剧本座谈会，并提出《枯木逢春》取代原来剧名《江南春早》。该话剧入选庆祝建国10周年上海话剧展演，北京等外地话剧团体亦相继排演，海燕电影制片厂闻风而动筹划将其搬上银幕，副厂长徐桑楚最为积极，徐的父亲就是死于血吸虫病，解放后一位亲戚的两个孩子又都得了同样的病，一个死了，一个病得奄奄一息。徐桑楚把编导重任交给了拍摄出经典名片《一江春水向东流》的著名导演郑君里。
三年困难时期开始后，自1960年起到1962年，全国不少地方的血防工作陷入停顿。1963年12月，中共中央防治血吸虫病九人小组在上海召开第九次全国防治血吸虫病工作会议，提出血防工作要从阶级观点、群众观点、生产观点的高度来看待。会后各地根据会议要求，调整部署，恢复血防工作。例如中共江苏省委于1964年12月召开省委防治血吸虫病工作会议。调整充实了县以上防治血吸虫病领导小组及办事机构。至1964年底，江苏省有4个专区和28个县、市恢复了防治血吸虫病领导小组，并确定了专人分管；有2个专区和16个县、市恢复了血防领导小组办公室，配备了专职干部。苏州地区还在3个重点县配备了分管血防工作的副县长，有60个血吸虫病重点流行乡配备了专管血防的副书记或者副乡长。
1964年3月25日，中共中央批转中央防治血吸虫病九人小组《关于第九次全国防治血吸虫病工作会议的报告》，中央同意中央防治血吸虫病九人小组《关于第九次全国防治血吸虫病工作会议的报告》和《中共中央防治血吸虫病领导小组名单》。
1964年，中共中央防治血吸虫病九人小组召开第十次全国防治血吸虫病工作会议，制定了“全面规划，点面结合，分期分批，灭一块，清一块，巩固一块”的方针。随后在全国再度掀起防治血吸虫病工作的热潮。1964年，社会主义教育运动在农村地区全面展开，血防工作成为血吸虫病流行区社会主义教育运动的重要内容。党组织发动曾患有血吸虫病后被治愈的贫下中农忆苦思甜。血防工作强调要高举毛泽东思想红旗，活学活用毛泽东思想，在实践中找到消灭血吸虫病的规律，最终全部消灭血吸虫病。
上海市青浦县，是血吸虫病严重流行区之一。1965年苏德隆带领师生在青浦县朱家角镇试点研究城镇地区消灭血吸虫病问题，发现当地女的比男的发病高。研究表明钉螺生活在一些水码头下面，特别是石驳岸破损后，钉螺就在里面繁衍。妇女在洗碗、洗衣服，洗马桶都在石板、水码头上面，所以很易被钉螺感染。而干燥的石面上不适宜钉螺爬行、寻找食物和产卵。苏德隆发动镇上群众，抽干河水，铲除浅滩，喷药灭螺，再用大石块修砌镇河两岸，石块接头处用水泥抹缝，使钉螺接触不到可以生存的土壤，加速了青浦县消灭血吸虫病进程。
1966年9月，在文化大革命中召开的第十一次全国防治血吸虫病工作会议指出，做好血防工作最根本的是把毛泽东思想当作指导方针，活学活用毛泽东思想，突出政治，促进血防队伍及血防工作的革命化。血防工作在阶级观点、群众观点、生产观点中必须以阶级观点为纲，带着阶级感情和革命责任心为阶级弟兄除害灭病。随着党组织在“文革”中遭破坏，1967年至1969年，党领导的血防工作基本停止，血防组织瘫痪，工作停滞。
1969年底，毛泽东重提要消灭血吸虫病。1970年1月到6月，中共中央连续发出中发〔70〕2号文件（《中共中央转发〈关于南方十三省、市、区血吸虫病防治工作会议的情况报告〉的通知》，1970年1月31日）、中发〔1970〕31号文件（《中共中央转发血防领导小组和卫生部军管会〈关于丝虫病和钩端螺旋体病的调查报告〉》）、中发〔1970〕49号文件（《中共中央转发中共中央血防领导小组关于南方十三省、市、区血吸虫病防治工作的进展情况报告的通知》，1970年6月27日）。其中〔70〕2号文件提出“各省、市、区、县互相接壤或同一水域的毗邻地区，要发扬共产主义协作精神，密切配合，协同作战，力争共同完成任务。”〔70〕2号文件转发了经中央同意的上海市革命委员会《关于南方十三省、市、区血吸虫病防治工作会议的情况报告》，中央同意会议拟定的领导小组成员名单，由张春桥任组长，卫生部军管会副主任谢华和上海市革命委员会领导成员徐景贤任副组长，重新建立中共中央南方十三省、市、区血防领导小组；中央认为会议制定的关于《南方十三省、市、区消灭血吸虫病工作规划（草案）》基本上是可行的，“希望南方十三省、市、区积极行动，付之实现，并应将防治丝虫病、钩端螺旋体病也列入这一工作规划（草案）中去”，“北方地区的省、市、自治区，可参照南方十三省、市、区防治血吸虫病工作的精神，加强对克山病、大骨节病、布氏杆菌病等地方性疾病的防治工作”。〔1970〕49号文件明确提出血防工作要“第一把手亲自抓、分管同志具体抓、其他委员结合抓、有关部门配合抓”的要求。此后从1971年到1975年，全国再次掀起了血防高潮。1969年底、1970年5月、1974年初，先后召开了三次南方十三省、市、区血防工作会议。
以江苏省为例，1970年1月成立江苏省革命委员会血防领导小组，江苏省革命委员会副主任蒋科任组长。1974年恢复了中共江苏省委血防领导小组，由11人组成，省委副书记彭冲任组长。同年4月召开全省血防领导小组扩大会议，重申消灭血吸虫病是刻不容缓的政治任务，强调要建立和充实各级血防领导小组及其办事机构，已经撤销的要立即恢复，不足人员及时配齐。1974年4月，江苏省召开血防领导小组扩大会议，制订了《江苏省两年基本消灭血吸虫病工作规划（草案）》。1975年8月再次召开中共江苏省委血防领导小组扩大会议，动员干部群众深入开展血防群众运动。1976年5月，中共江苏省委血防领导小组讨论制订了《江苏省根治血吸虫病的规划》，同年10月4日宣布全省基本消灭血吸虫病。
1981年6月26日，中共中央南方十三省、市、区血防领导小组改为中共中央血吸虫病防治领导小组。
1981年7月，中共中央血防领导小组在上海召开基本消灭血吸虫病地区工作会议，提出了血吸虫病防治工作具有长期性、经常性、科学性的特点，要求各级党委继续加强领导，落实防治措施。
1985年广东和上海达到了血吸虫病消除标准。
1985年，中共中央血防领导小组公告：“至1984年年底，全国已治愈血吸虫病病人一千一百多万，消灭钉螺面积一百一十多亿平方米，有七十六个县（市、区）消灭了血吸虫病，一百九十三个县（市、区）基本消灭了血吸虫病……”
1986年3月10日，中共中央发出《关于撤销中央血吸虫病、地方病两个防治小组及其办事机构的通知》（中委〔1986〕60号），指出两个防治小组及其办事机构撤销后，“其所承担的任务，由卫生部负责”，各省自行决定是否撤销各自的地方病防治相应机构。1986年3月中旬中华人民共和国卫生部设卫生部地方病防治局，4月办理了与中央两个防病领导小组办公室的交接事宜，5月1日起开始全面负责地方病防治工作。1989年，卫生部地方病防治局改为卫生部地方病防治司。后改称卫生部全国地方病防治办公室，继续领导与管理全国地方病防治工作。1998年，卫生部全国地方病防治办公室撤销，地方病防治工作划归卫生部疾病预防控制司管理，由卫生部疾病控制司地方病与寄生虫病控制处负责。2004年国务院机构改革中，全国地方病防治管理工作又与寄生虫病分开，全国地方病防治管理工作改由全国爱国卫生运动委员会办公室农村改水改厕处负责。2006年，改由卫生部疾病预防控制局地方病防治管理处负责。2008年，全国地方病与血吸虫病防治管理工作分别改由卫生部疾病预防控制局地方病预防控制处、血吸虫病预防控制处负责。2013年，改由国家卫生和计划生育委员会疾病预防控制局（全国爱国卫生运动委员会办公室）血吸虫与地方病预防控制处负责。
1987年2月5日《卫生部关于完善地方病防治工作达标考核验收办法的通知》称，卫生部和原中共中央地方病防治领导小组办公室，原中共中央血吸虫病防治领导小组办公室曾先后颁布九种疾病防治工作的标准和技术考核方法：
1. 鼠疫基本控制和稳定控制标准
2. 布氏菌病控制和稳定控制标准
3. 地方性甲状腺肿病基本控制和基本消灭标准
4. 氟中毒基本控制标准
5. 克山病基本控制标准
6. 血吸虫病基本消灭或消灭标准
7. 疟疾控制、基本消灭、消灭标准和恶性疟基本消灭标准
8. 丝虫病基本消灭标准
9. 麻风病基本消灭或消灭标准[20]

1987年福建达到了血吸虫病消除标准。
中共中央血吸虫病防治领导小组及其办公室撤销后，血防工作主要由卫生部成立的地方病防治局全面负责，制定了《1987—1990年全国血吸虫病防治规划》。1987年由卫生部组织成立全国血吸虫病专家咨询委员会。由于对血防工作关注程度降低，且未能及早建立血吸虫病常规防治机制，导致1980年代后期血吸虫病疫情迅速回升，危及人民生命安全及经济社会稳定发展。1989年下半年，面对血吸虫病疫情严重回升的状况，中共中央总书记江泽民作出“前几年血吸虫病基本消灭，毛主席有送瘟神诗歌颂。近年来包括江南一带，似有复发之势。望研究，采取必要措施”的批示。国务院随即于同年主持召开湖南、湖北、江西、安徽、江苏湖区五省血防工作会议，成立湖区五省联合防治血吸虫病领导小组。此后，血吸虫病疫情多有反复，在党和政府强调血防工作重要性时，人员、经费、宣传教育都会有所保障；但当党和政府的关注减弱时，血防工作便懈怠，疫情回升。
1995年浙江达到了血吸虫病阻断标准。
2001年后，血吸虫病疫情再度回升。2004年，全国血吸虫病人由新中国建立初期的1100余万人，下降到84万人，12个流行省份已有5个省份先后消灭了血吸虫病，434个流行县（市、区）中有262个达到传播阻断标准，63个达到传播控制标准。2004年2月10日，国务院办公厅发出通知，成立国务院血吸虫病防治工作领导小组。2008年撤销。
2017年四川达到了血吸虫病阻断标准。
2018年是毛泽东《送瘟神》发表60周年。2018年12月14日，“余江县血防纪念馆”正式升级为中国血防纪念馆在江西鹰潭市余江区揭牌开馆。经专家研讨、广泛征集和筛选提炼，最终凝练出：“群策群力，科学防治，甘于奉献，誓送‘瘟神’”的中国新时代血防精神。
截至2018年11月，江西全省39个流行县市区中，17个已经达到消除血吸虫病的标准。血吸虫病防治重点流行区压缩至鄱阳湖区15个县。
《健康中国2030规划纲要》提出到2030年全国所有流行县达到消除血吸虫病标准。

## 历任领导
中共中央防治血吸虫病九人小组
| 1955年11月成立时的组成人员是： 书记 - 柯庆施（中共中央上海局书记，中共上海市委第一书记） 副书记 - 魏文伯（中共上海市委书记处书记） - 徐运北（卫生部副部长） 委员 - 农业部领导 - 重点疫区的省委书记或省长 1957年11月，中共中央根据卫生部党组的建议，增补农业部部长廖鲁言为副书记。 | 1964年3月中共中央同意中央防治血吸虫病九人小组《中共中央防治血吸虫病领导小组名单》确定的组成人员是： 书记 - 柯庆施（中共中央政治局委员，国务院副总理，中共中央华东局第一书记，中共上海市委第一书记、上海市市长） 副书记 - 魏文伯（中共中央华东局候补书记兼秘书长） - 徐运北（卫生部副部长） - 廖鲁言（农业部部长） 委员 - 冯仲云（水利电力部副部长） - 新增加了卫生部副部长一人为委员 - 原有的各省市的委员均重新作了调整 |

中共中央南方十三省、市、区血防领导小组
| 1970年1月31日《中共中央转发〈关于南方十三省、市、区血吸虫病防治工作会议的情况报告〉的通知》（中发〔70〕2号）确定的组成人员是： 组长 - 张春桥（中共中央政治局委员，上海市革命委员会主任） 副组长 - 谢华（卫生部军管会副主任） - 徐景贤（上海市革命委员会领导成员） 成员 （不详） |

中共中央血吸虫病防治领导小组
| 1983年9月14日中共中央发出通知，经中共中央调整后的组成人员是： 组长 - 陈国栋（中共上海市委第一书记） 副组长 - 谭云鹤（卫生部副部长） 成员 （不详） |

## 办事机构
中共中央防治血吸虫病九人小组的办事机构是中共中央防治血吸虫病九人小组办公室，1956年1月在上海成立。中共中央南方十三省、市、区血防领导小组的办事机构是中共中央南方十三省、市、区血防领导小组办公室。中共中央血吸虫病防治领导小组的办事机构是中共中央血吸虫病防治领导小组办公室。历任主任、副主任是：
中共中央防治血吸虫病九人小组办公室
| 主任 - 齐仲桓（1956年1月—1958年，卫生部部长助理） - 鲁光（？—1967年11月） | 副主任 - 鲁光（1956年9月—？） - 郑岗（1956年—？） |

中共中央南方十三省、市、区血防领导小组办公室
| 主任 - 鲁光（1978年9月—1981年6月） | 副主任 - 郑岗（？—1981年6月） |

中共中央血吸虫病防治领导小组办公室
| 主任 - 鲁光（1981年6月—1986年） | 副主任 - 郑岗（1981年6月—？） |